# Piruvat sintaza
Piruvat sintaza (EC 1.2.7.1, piruvatna oksidoreduktaza, piruvatna sintetaza, piruvat:feredoksin oksidoreduktaza, piruvinska-feredoksinska oksidoreduktaza) je enzim sa sistematskim imenom piruvat:feredoksin 2-oksidoreduktaza (KoA-acetilacija). Ovaj enzim katalizuje sledeću hemijsku reakciju
piruvat + KoA + 2 oksidovani feredoksin {\displaystyle \rightleftharpoons } acetil-KoA + CO2 + 2 redukovani feredoksin + 2 H+
Ovaj enzim sadrži tiamin difosfat i [] klastere. On je jedan od četiri 2-oksokiselinske oksidoreduktaze koji se razlikujuj po njihovoj sposobnosti da oksidativno dekarboksiluju različite 2-oksokiseline i formiraju KoA derivate, cf. EC 1.2.7.3, 2-oksoglutarat sintaza, EC 1.2.7.7, 3-metil-2-oksobutanoat dehidrogenaza (feredoksin) i EC 1.2.7.8, indolpiruvat feredoksin oksidoreduktaza.

## Literatura
- Nicholas C. Price; Lewis Stevens (1999). Fundamentals of Enzymology: The Cell and Molecular Biology of Catalytic Proteins (Third изд.). USA: Oxford University Press. ISBN 019850229X.
- Eric J. Toone (2006). Advances in Enzymology and Related Areas of Molecular Biology, Protein Evolution (Volume 75 изд.). Wiley-Interscience. ISBN 0471205036.
- Branden C; Tooze J. Introduction to Protein Structure. New York, NY: Garland Publishing. ISBN 0-8153-2305-0.
- Irwin H. Segel. Enzyme Kinetics: Behavior and Analysis of Rapid Equilibrium and Steady-State Enzyme Systems (Book 44 изд.). Wiley Classics Library. ISBN 0471303097.

## Spoljašnje veze
- Pyruvate+synthase на 